# 凯瑟琳·温特
凯瑟琳·温特（英語：Katherine Wynter，1996年2月9日—），牙買加女子羽毛球運動員。

## 簡歷
2016年3月，凯瑟琳·温特出戰牙買加羽毛球國際賽，與露丝·威廉姆斯合作赢得女子雙打冠軍。

## 主要比賽成績
只列出曾進入準決賽的國際賽事成績：
| 年份   | 賽事                         | 公開賽級別 | 項目     | 拍檔                   | 成績   |
| ------ | ---------------------------- | ---------- | -------- | ---------------------- | ------ |
| 2015年 | 牙買加羽毛球國際賽           | 國際系列賽 | 混合雙打 | Willroy Miles          | 準決賽 |
| 2015年 | 加勒比地區羽毛球聯合會國際賽 | 未來系列賽 | 女子雙打 | 露丝·威廉姆斯          | 準決賽 |
| 2015年 | 加勒比地區羽毛球聯合會國際賽 | 未來系列賽 | 混合雙打 | 加雷斯·亨利            | 亞軍   |
| 2016年 | 牙買加羽毛球國際賽           | 國際系列賽 | 女子雙打 | 露丝·威廉姆斯          | 冠軍   |
| 2016年 | 牙買加羽毛球國際賽           | 國際系列賽 | 混合雙打 | 丹尼斯·柯克            | 準決賽 |
| 2016年 | 泛美洲羽毛球錦標賽           | 其他       | 混合團體 | －                     | 第四名 |
| 2016年 | 泛美洲羽毛球錦標賽           | 其他       | 混合雙打 | 丹尼斯·柯克            | 季軍   |
| 2016年 | 加勒比地區羽毛球聯合會國際賽 | 未來系列賽 | 女子雙打 | 米凯莉亚·霍尔丹        | 亞軍   |
| 2017年 | 牙買加羽毛球國際賽           | 國際系列賽 | 女子雙打 | 米凯莉亚·霍尔丹        | 亞軍   |
| 2017年 | 牙買加羽毛球國際賽           | 國際系列賽 | 混合雙打 | 丹尼斯·柯克            | 亞軍   |
| 2017年 | 秘魯羽毛球國際挑戰賽         | 國際挑戰賽 | 混合雙打 | 丹尼斯·柯克            | 亞軍   |
| 2017年 | 加勒比地區羽毛球聯合會公開賽 | 國際系列賽 | 混合雙打 | 塞缪尔·奥布莱恩·里基茨 | 準決賽 |
| 2017年 | 蘇利南羽毛球國際賽           | 國際系列賽 | 女子單打 | －                     | 準決賽 |
| 2017年 | 蘇利南羽毛球國際賽           | 國際系列賽 | 混合雙打 | 丹尼斯·柯克            | 亞軍   |
| 2018年 | 蘇利南羽毛球國際賽           | 國際系列賽 | 混合雙打 | Mitchel Wongsodikromo  | 亞軍   |

| 2007-2017年 | 首要超級賽 | 超級賽 | 黃金大獎賽 | 大獎賽 | 國際挑戰賽 | 國際系列賽 | 未來系列賽 | 其他 |

| 2018-2026年 | 總決賽 | 超級1000賽 | 超級750賽 | 超級500賽 | 超級300賽 | 超級100賽 | 國際挑戰賽 | 國際系列賽 | 未來系列賽 | 其他 |